# Tafelberg

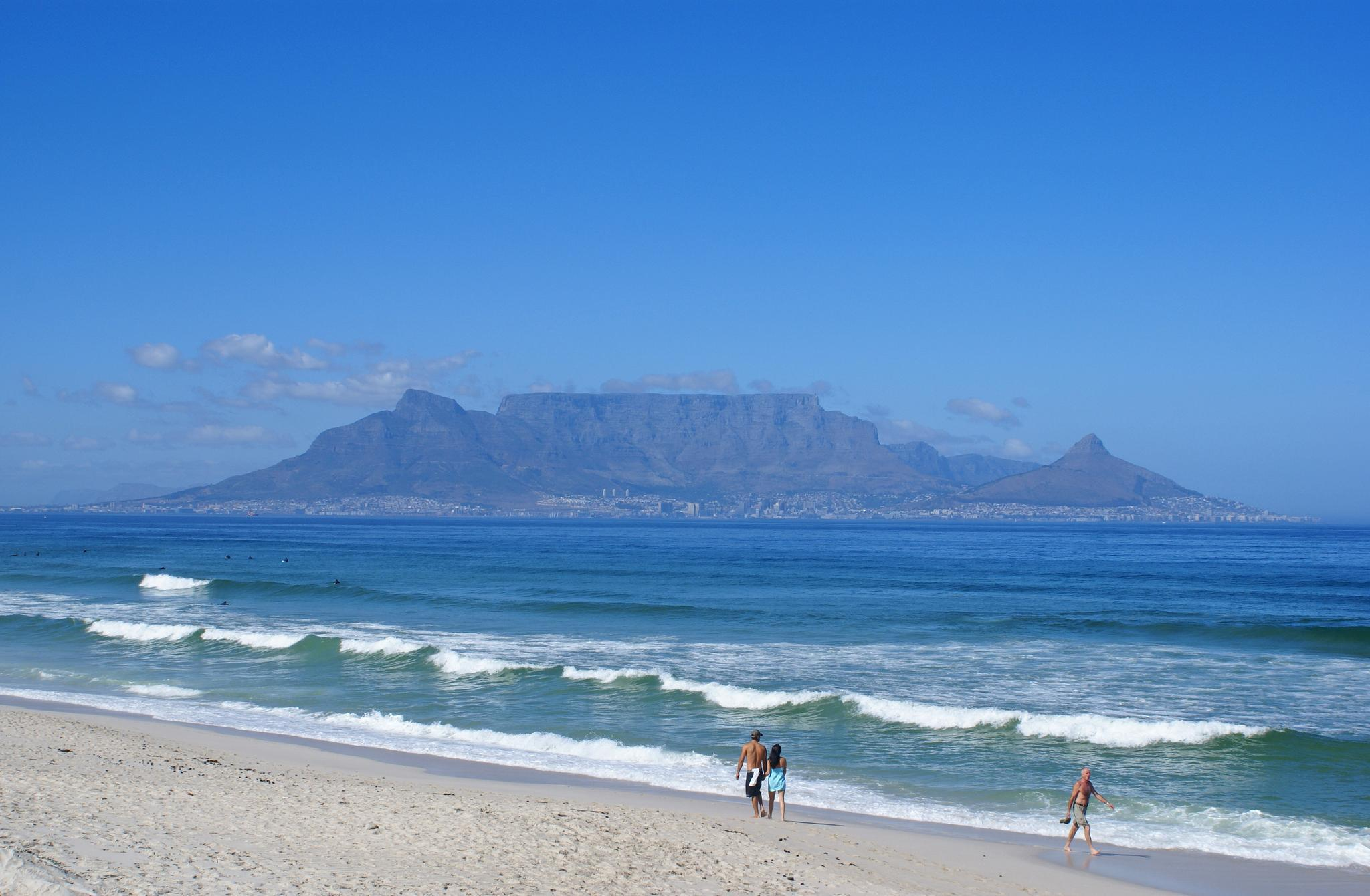
Der Tafelberg bei Kapstadt in Südafrika aus dem altpaläozoischen Tafelbergsandstein.

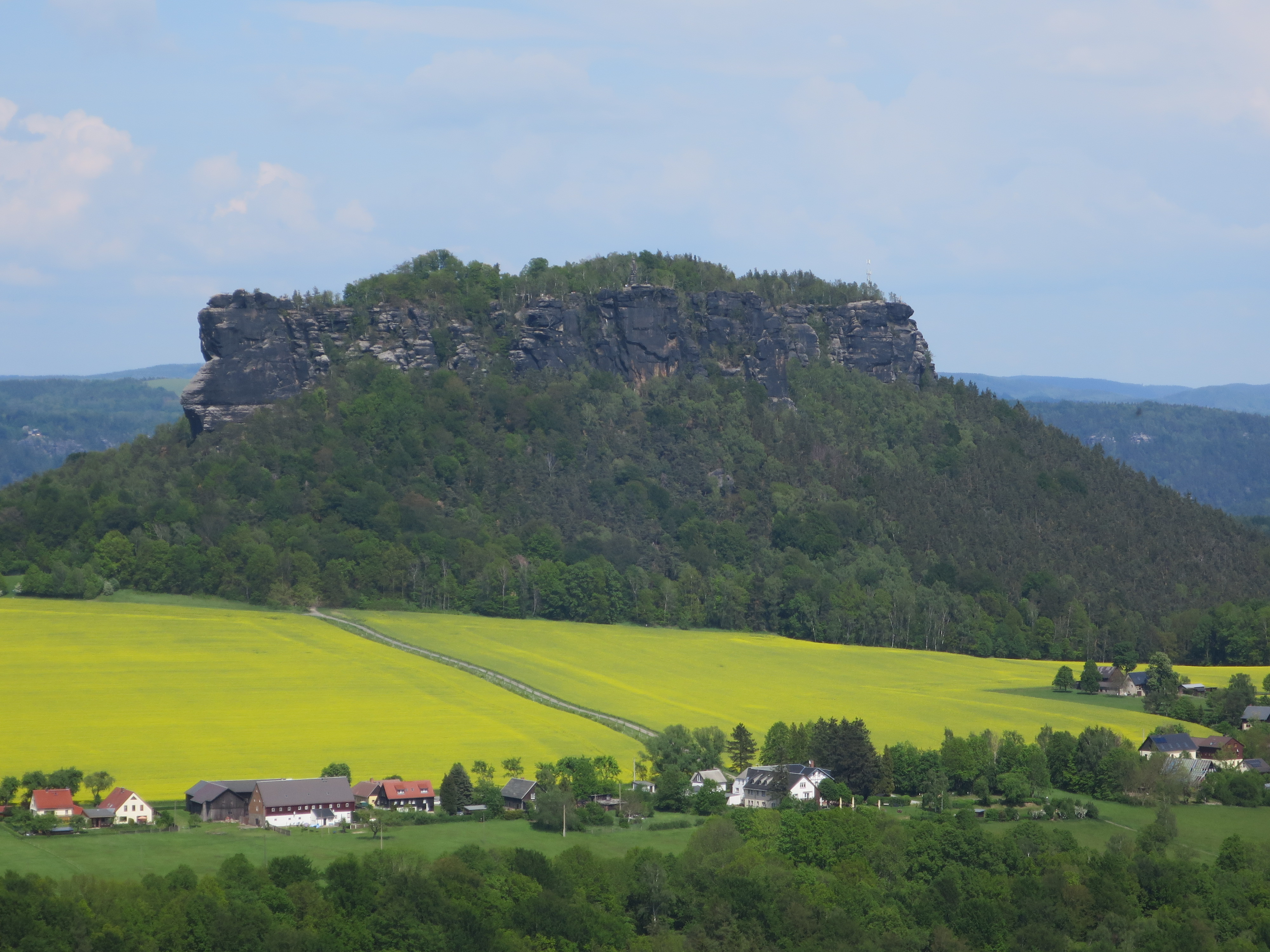
Der Lilienstein, ein Tafelberg in der Sächsischen Schweiz, und die kegelförmige Blockhalde der verrollten Blöcke des kretazischen Elbsandsteins an seinem Fuße.

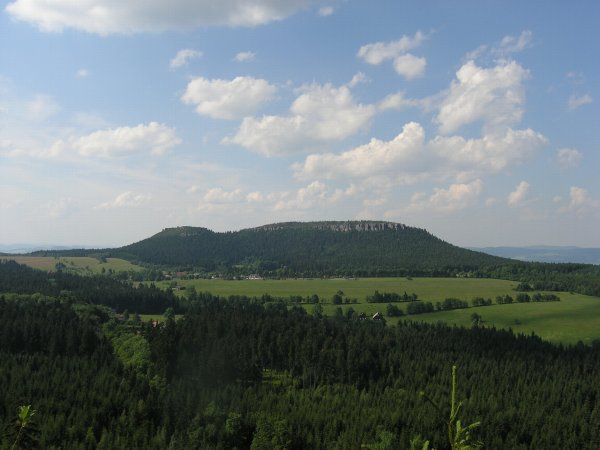
Szczeliniec Wielki (Große Heuscheuer) im Heuscheuergebirge, Polen, kretazischer Quadersandstein

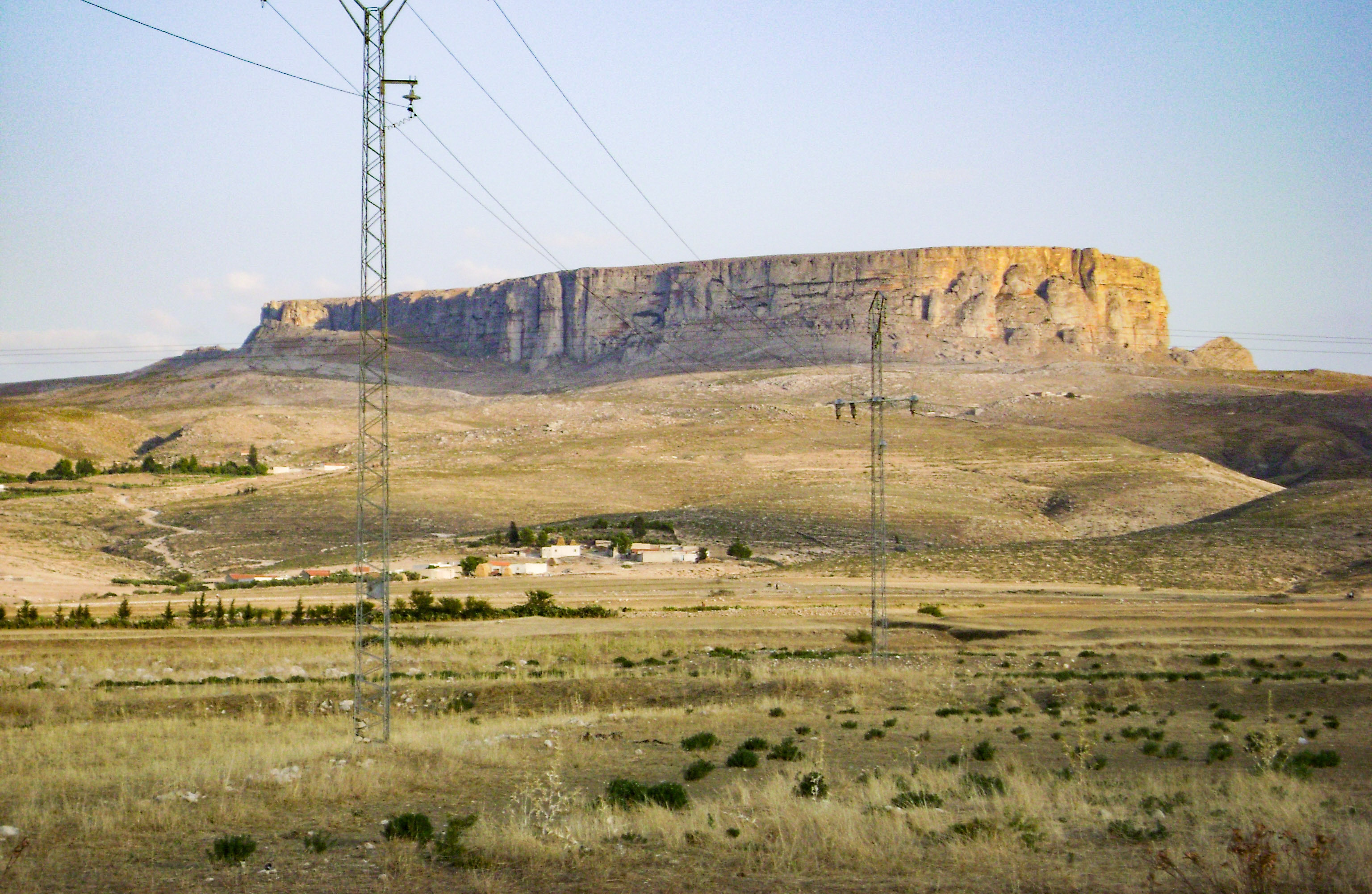
Table de Jugurtha, Tunesien

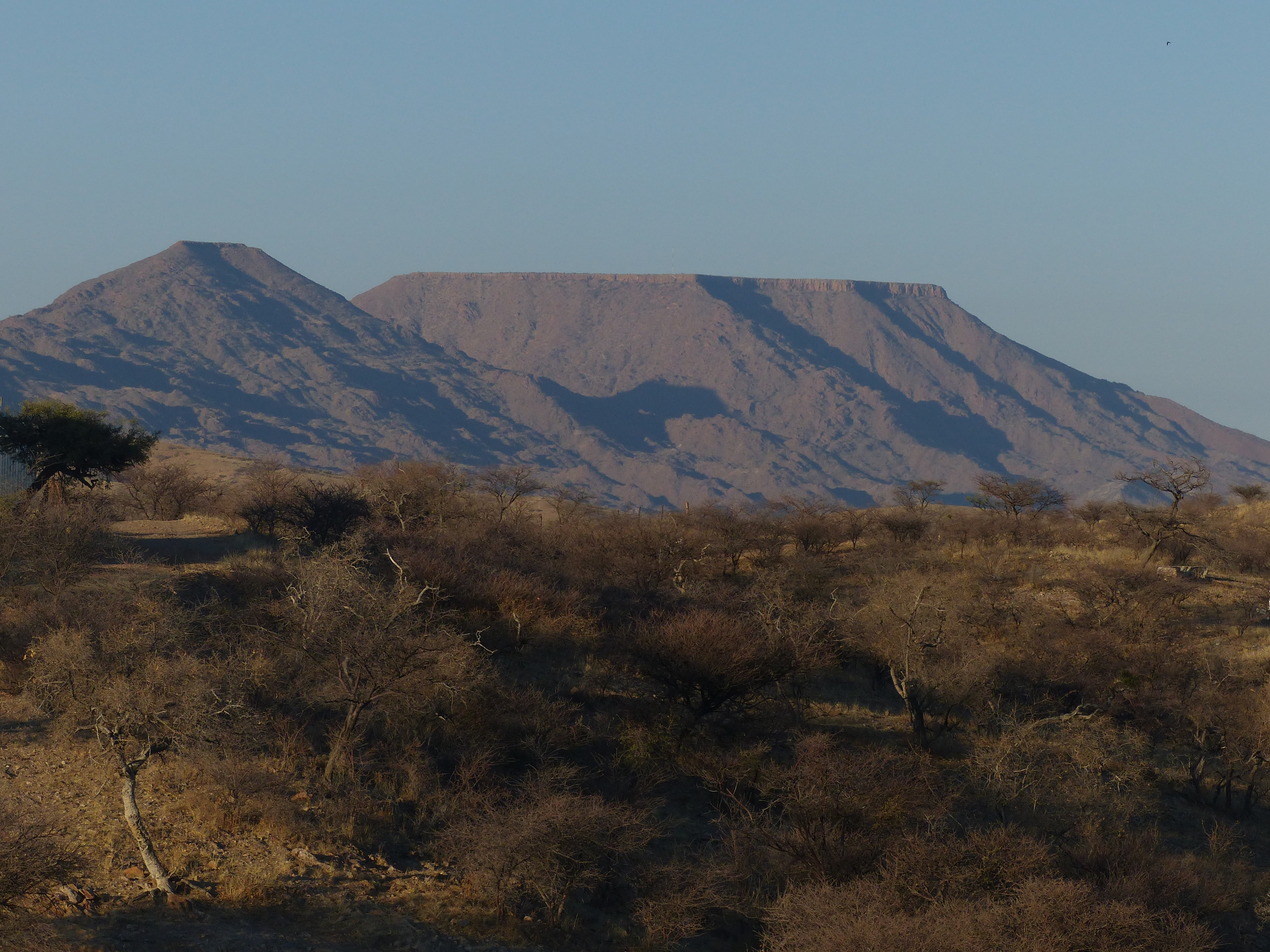
Der Gamsberg in Namibia besitzt eine Tafelbergform, weil auf seinem Granitkörper eine verwitterungsresistente Quarzitdecke der kretazischen Etjo-Formation diskordant aufliegt.

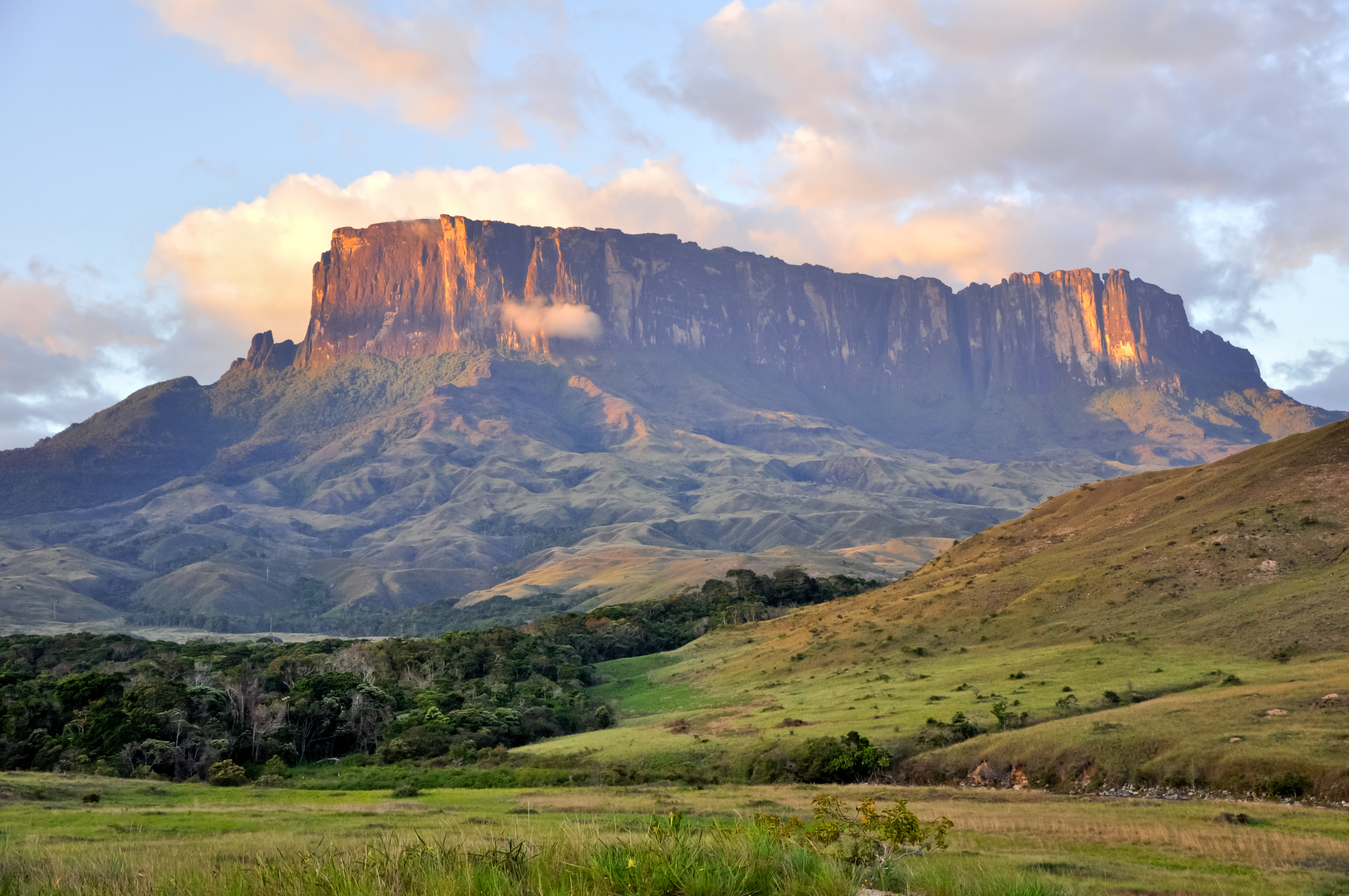
Kukenam-Tepui, Venezuela

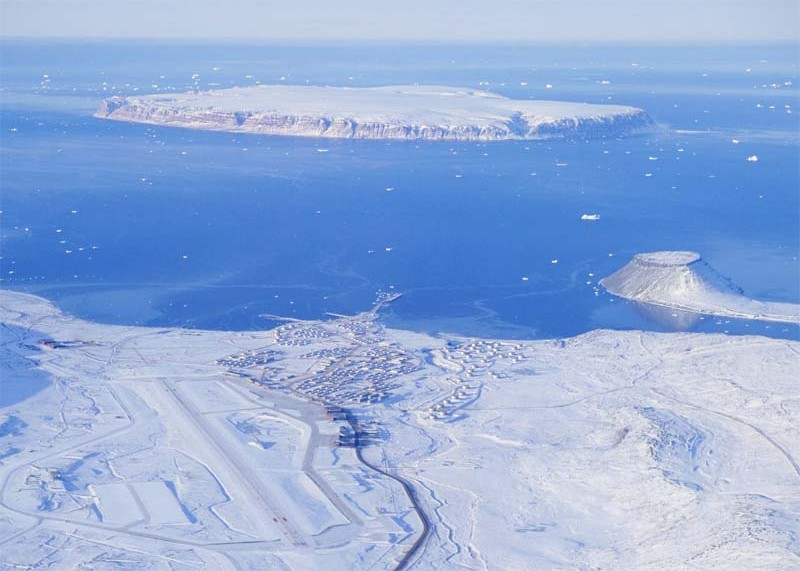
Tafelberg auf der Landzunge vor der Pituffik Space Base (rechts)

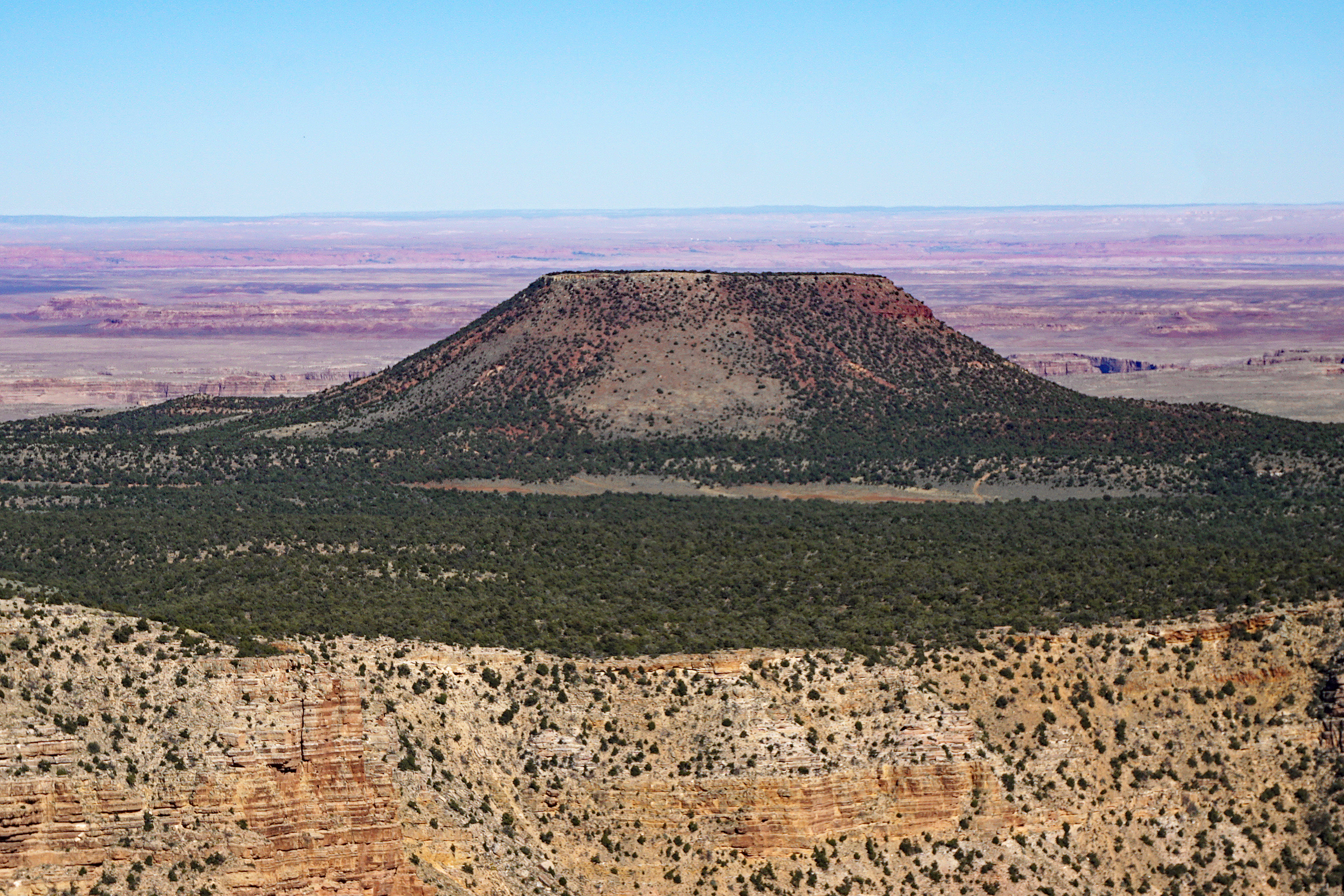
Cedar Mountain, Coconino Co., Arizona, USA

Ein Tafelberg, auch Mesa genannt (spanisch mesa = „Tisch“), ist ein Berg mit einer Hochebene als „Gipfel“, die meist eine Folge flachlagernder Sedimentgesteine ist. Seine Berghänge sind oft als Steilhang ausgeprägt.
Tafelberge haben im Grundriss meist eine längsovale Form, das heißt die Hochfläche hat in eine Richtung eine geringere Ausdehnung. Typische Tafelberge finden sich zum Beispiel im Elbsandsteingebirge sowie in der Fränkischen und Schwäbischen Alb, wo sie die Folge von Schichtstufen sind (Tafeljura).
Ein anderer Typus sind die Tafelberge, deren Gipfelflur aus einer vulkanischen Ergussdecke besteht. Hier ist die Bergform anderen Prozessen geschuldet, wie etwa in Fließrinnen ausgebreitete Magmaströme, die später durch Erosion dieser Flutdecke zu Basaltoidfragmenten in der Landschaft wurden. Beispiele in Deutschland sind der Pöhlberg, Bärenstein und der Scheibenberg im Erzgebirge, die sich durch nachträgliche Prozesse einer Reliefumkehr als Tafelberg von ihrer Umgebung abheben.
Außerdem gibt es noch Tafelvulkane, die unter Gletschern entstanden sind und ebenfalls die typische Form eines Tafelbergs aufweisen, ebenso Hochkippen als künstliche Aufschüttungen.

## Liste von Tafelbergen
- Äthiopien
  - die Ambas
- Australien
  - Mount Conner
- Deutschland
  - Buchberg
  - Ehrenbürg
  - Gohrisch
  - Großer Zschirnstein
  - Hohe Liebe
  - Königstein
  - Kaiserkrone
  - Lilienstein
  - Neubürg
  - Pfaffenstein
  - Plettenberg
  - Rauenstein
  - Staffelberg
  - Zirkelstein
- Frankreich
  - Mont Aiguille
- Grönland
  - Tafelberg (Thule)
- Indien (zahlreiche Tafelberge mit Forts)
  - Asirgarh-Fort
  - Chittorgarh-Fort
  - Jodhpur-Fort
  - Gwalior-Fort
  - Kalinjar-Fort
- Irland
  - Ben Bulben
- Italien
  - Schlern
- Kanada
  - Mount Asgard
- Kuba
  - El Yunque
- Namibia
  - Berg Etjo
  - Gamsberg
  - Grootberg
  - Waterberg
- Polen
  - Szczeliniec Wielki (Große Heuscheuer), Heuscheuergebirge
- Schweden
  - Kinnekulle
- Schweiz
  - Kistenstöckli
- Spanien
  - Peña Hueva, Hochebene von Alcarria
  - Puig de Randa (Mallorca)
- Südafrika
  - Elandsberg
  - Mont-Aux-Sources
  - Tafelberg (Südafrika)
- Suriname
  - Tafelberg (Suriname)
- Tschechien
  - Děčínský Sněžník (Hoher Schneeberg), Elbsandsteingebirge
  - Ostaš, Mittlere Sudeten
  - Úhošť (Burberg), Duppauer Gebirge
- Ungarn
  - Badacsony
  - Somló
  - Szent György-hegy
- Venezuela, Guyana und Brasilien
  - die Tepuis
- Vereinigte Staaten
  - Monument Valley in Utah
  - Shoreline Butte im Death Valley in Kalifornien